# Chloropsina kurilensis
Chloropsina kurilensis är en tvåvingeart som först beskrevs av Nartshuk 1973.  Chloropsina kurilensis ingår i släktet Chloropsina och familjen fritflugor. Inga underarter finns listade i Catalogue of Life.